# Pimprlata
Pimprlata (v anglickém originále Singin' in the Lane) jsou 7. díl 29. řady (celkem 625.) amerického animovaného seriálu Simpsonovi. Scénář napsal Ryan Koh a díl režíroval Michael Polcino. V USA měl premiéru dne 19. listopadu 2017 na stanici Fox Broadcasting Company a v Česku byl poprvé vysílán 19. února 2018 na stanici Prima Cool.

## Děj
Rodina Simpsonových si pochutnává na večeři. Pan Burns zavolá Homerovi, aby ho pozval na basketbalový zápas. Homer dostane čtyři lístky a rozhodne se vzít s sebou Carla, Barneyho a Lennyho, zatímco posedávají v hospodě U Vočka. Vočko je naštvaný, že ho nevzali s sebou. Dalšího dne Homer navrhne obnovit bowlingový tým Pimprlata (z dílu Homerův tým), jehož členy se stanou Lenny, Carl, Barney a Homer, Vočko se stane jejich kapitánem.
Pimprlatům se daří a zajistí si účast v šampionátu v hlavním městě. Rychle se mezi nimi vytvoří rivalita s týmem burzovních makléřů zvaným Fund Bunch. Bart si rychle oblíbí jejich bezcitnou psychologickou manipulaci a šikanu ostatních, zatímco Líza se spojí s týmem šprtů zvaným Number Crunchers, aby našli slabiny za pomocí analýzy jejich emocí, kterých by mohli využít. Aby toto chování zastavil, nabídne Vočko týmu Fund Bunch sázku. Pokud Pimprlata vyhrají, musí jim Fund Bunch dát něco, na co mají jen bohatí lidé. V případě prohry Pimprlat získají Fund Bunch Vočkův bar a Vočkovo jméno.
Před finálovým zápasem Vočko prozradí, že Barneyho bowlingové schopnosti se značně zhorší, když je opilý. Fund Bunch se toho rozhodnou využít a opijou ho drahým bourbonem. Líza tým makléřů vyřadí ze hry jejich slabostmi, které zjistila s pomocí Number Crunchers. Znepřátelení Bart a Líza, podporující navzájem se nesnášející týmy, se poté usmíří. Homer zaujme Barneyho místo v posledním hodu, k vítězství potřebuje tři striky. Vočko se snaží Homera zastavit a představuje si, že pokud prohraje hospodu, bude moci začít nový a lepší život ve Francii, ale Homer přesto shodí tři striky, a tím vyhraje šampionát.
S pocitem, že ho kamarádi zavrhli, protože byl špatný kouč, se Vočko v depresi vrací do své hospody, ale narazí zde na zbytek týmu, který na něj čeká, aby ho překvapil. Fund Bunch zařídí pro Pimprlata let letadlem s nulovou gravitací, na Homera však nulová gravitace nemá vliv.

## Přijetí
Dennis Perkins z webu The A.V. Club udělil dílu hodnocení C+ a napsal: „Kromě toho, že nemají jasný účel, lze v Pimprlatech najít i potěšení. Epizoda vypadá obzvlášť zářivě a svěže a různé lokace a oděvy dodávají vizuální stránce poutavý elán. Azaria je v roli Vočka opravdu docela působivý, i když hlášky jako ‚Jen se budu muset vrátit k tomu nejhoršímu na světě, svýmu já‘ spoléhají spíše na herecký výkon a historii postavy než na mizivou motivaci, kterou v epizodě mají. A chvála budiž, že co se týče omílání tématu, Pimprlata nejsou tak velkým průšvihem, jakým byl dlouho odkládaný návrat do Krustyho tábora v minulé sérii. Místo toho je toto oživení prostě příliš bezvýznamné na to, aby udělalo vůbec nějaký dojem, což je svým způsobem zklamání.“
Tony Sokol, kritik Den of Geek, ohodnotil díl třemi hvězdičkami z pěti s komentářem: „V tomto dílu bylo hodně hudby, ale většina smíchu přišla na začátku. Stejně jako v klasických dílech minulých řad jsou podprahové postřehové gagy (…) opepřeny téměř každou scénou na začátku. Zdá se však, že animátorům došly nápady na gagy ve chvíli, kdy seriál opravdu potřebuje rozptýlení, tedy v druhé polovině.“
Pimprlata dosáhla ratingu 1,1 s podílem 4 a sledovalo je 2,67 milionu lidí, čímž se umístily na první příčce nejsledovanější pořadů toho večera na stanici Fox.